# آلبرت هاینتس
آلبرت هاینتس (آلمانی: Albert Hainz؛ زادهٔ ۱ اکتبر ۱۹۶۴) دوچرخه‌سوار اهل اتریش بود. وی قهرمان مسابقات ملی دوچرخه‌سواری جاده اتریش در سال ۱۹۸۸ شده است.
آلبرت هاینز چهار بار قهرمان اتریش شد. او سه بار متوالی در سال های ۱۹۸۷، ۱۹۸۸ و ۱۹۸۹ عنوان ملی دوچرخه سواری را به دست آورد. در سال ۱۹۸۶ نایب قهرمان و در سال ۱۹۸۵ در مسابقات قهرمانی سوم شد و در سال ۱۹۸۸ قهرمان کشور اتریش در مسابقات جاده ای شد.
هاینز همچنین توانست دو بار در مسابقه وین-رابنشتاین-گرستن-وین برنده شود.
از سال ۱۹۹۲، هاینز و همسرش شرکتی را اداره می کنند که شرکت ها و هتل ها را تجهیز می کند. این زوج سه دختر دارند.